# In the Drift
In the Drift (Langtitel In the Drift – Death Race, auch als Fast and Fierce: Death Race bekannt) ist ein US-amerikanischer Actionfilm von Jared Cohn aus dem Jahr 2020. In den Hauptrollen sind Michael DeVorzon, DMX und Paulina Nguyen zu sehen.

## Handlung
Jack Tyson hat den Ruf, ein unglaublich guter Autofahrer zu sein. Sein Bruder Nelson ist hoch verschuldet und kann das Geld an seine Gläubiger nicht zurückzahlen. Daher bittet er Jack um Hilfe: Es findet ein illegales Straßenrennen namens The Outlaw zwischen Mexiko und Kalifornien statt, organisiert von dem finsteren Davie. Das Preisgeld beträgt 5 Mio. US-Dollar und würde reichen, um seine Schulden zu begleichen. Daher willigt Jack ein.
Während des Rennens überzeugt Jack mit seinen Fahrkünsten und ist einer der führenden Piloten. Allerdings rennt ihn die junge Frau Bianca beinahe vor das Auto, er kann gerade noch das Schlimmste vermeiden. Es stellt sich heraus, dass die junge Frau die Freundin von Davie ist und vor ihm flüchtet. Da Jack ihr hilft gerät er schon bald in das Visier des kriminellen Organisators.

## Hintergrund
Der Film vermischt Elemente der Fast-&-Furious-Filmreihe mit Death Race und gilt als Mockbuster zum 2021 erscheinenden Fast & Furious 9. In den USA wurde er am 19. Mai 2020 über Streaming erstveröffentlicht. In Deutschland folgte die Premiere im Videoverleih am 4. Dezember 2020.

## Kritik
„… Leblos, inkohärent bearbeitet, kopfschmerzauslösend…“

Positiv wird die Verkörperung des Jack Tyson von Michael DeVorzon gesehen, der genau die richtige Menge an Prahlerei mitbringe und dadurch sich der Charakter [...] glaubwürdig anfühle. Die Effekte der Verfolgungsfahrten und die Leistungen der Stuntrennfahrer fanden ebenfalls lobende Worte.